# Dactylactis viridis
Espèce
Dactylactis viridis est une espèce de cnidaires de la famille des Arachnactidae.

## Systématique
Le nom valide complet (avec auteur) de ce taxon est Dactylactis viridis Verrill, 1898.